# بیمارستان پارس تهران
بیمارستان پارس یک بیمارستان خصوصی در شهر تهران، ایران است.
این بیمارستان که در سال ۱۳۳۸ تأسیس شده‌است هم‌اکنون دارای ۱۷۴ تخت‌خواب و ۲۲ هزار مترمربع فضا می‌باشد. بیمارستان پارس دارای بخش‌های اورژانس، ارتوپدی، جراحی عمومی، ENT، جراحی مغز و اعصاب، جراحی ترمیمی و پلاستیک، جراحی قلب، جراحی زنان و زایمان، شیمی درمانی، آندوسکوپی، رادیولوژی، آزمایشگاه طبی، آزمایشگاه پاتولوژی، ام‌آرآی، اکوکاردیوگرافی، الکتروآنسفالوگرافی، خدمات تشخیصی طب هسته‌ای، سونوگرافی، سی‌تی اسکن و دیگر امکانات پزشکی می‌باشد.